# Nova Campina
Nova Campina è un comune del Brasile nello Stato di San Paolo, parte della mesoregione di Itapetininga e della microregione di Itapeva.